# 10e congresdistrict van Californië

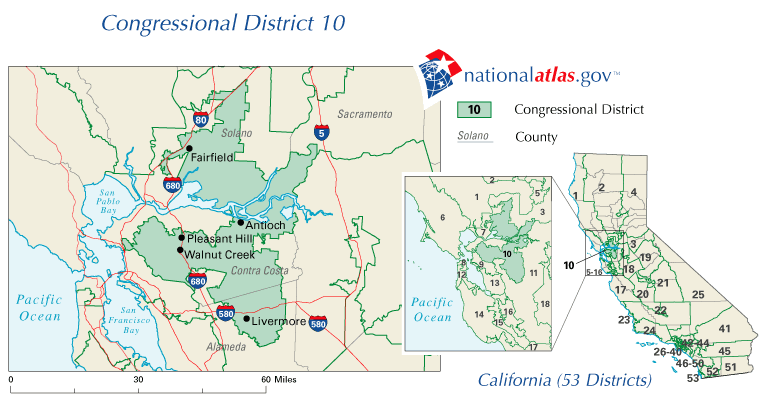
Kaart van het 10e congresdistrict van Californië

Het 10e congresdistrict van Californië, vaak afgekort als CA-10, is een kiesdistrict voor het Amerikaanse Huis van Afgevaardigden. Het omvat momenteel het noordoosten van Alameda County, het merendeel van Contra Costa, het zuidwesten van Sacramento County en het merendeel van Solano. Het tiende district, dat in het oosten van de San Francisco Bay Area ligt, is voor 96,5% stedelijk. Steden in het district zijn Antioch, Fairfield, Livermore, Pleasant Hill en Walnut Creek.
Het tiende district wordt sinds 2009 door de Democraat John Garamendi, de voormalige luitenant-gouverneur van de staat, vertegenwoordigd. In 1996 won de Democrate Ellen Tauscher het verrassend van de toenmalige afgevaardigde, de Republikein Bill Baker. Sindsdien is het district hertekend zodat het district een zekere winst werd voor de Democraten. Tauscher gaf haar zetel op 26 juni 2009 op om een positie in het kabinet van president Obama in te nemen. In de daaropvolgende speciale verkiezing won Garamendi van de Republikein David Harmer met 53% van de stemmen.
John Kerry won het district in de presidentsverkiezingen van 2004 met 58,5%. In 2008 won Barack Obama 64,7% van de stemmen. Ook voor de hertekening van het kiesdistrict in 2003 behaalden Democratische presidentskandidaten in het tiende district een meerderheid.